# Taraxacum qirae
Taraxacum qirae là một loài thực vật có hoa trong họ Cúc. Loài này được D.T.Zhai & Z.X. An miêu tả khoa học đầu tiên năm 1995.